# Nomada ibanezi
Nomada ibanezi är en biart som beskrevs av Dusmet y Alonso 1915. Nomada ibanezi ingår i släktet gökbin, och familjen långtungebin. Inga underarter finns listade i Catalogue of Life.